# Jean Davin
Jean Davin, né le 15 février 1749 à Baratier (Hautes-Alpes), mort le 17 décembre 1819 à Pariset, est un général français de la Révolution et de l’Empire.

## États de service
Il entre en service le 15 novembre 1766, comme canonnier au régiment d’artillerie de Grenoble (4e régiment d’artillerie) en 1791, il est nommé sergent le 1er février 1777, et sergent-major le 26 février 1789. 
Le 17 novembre 1791, il passe adjudant sous-officier au 3e bataillon de volontaires de la Drôme, il est nommé adjudant-major au choix le 20 mars 1792. Il fait les campagnes de 1792 et 1793 en Savoie. Le 1er juin 1792, il est affecté au 4e régiment d’artillerie à pied avec le grade de lieutenant en second, et le 20 décembre 1792, il est fait lieutenant en premier. 
Capitaine en second en février 1793, il est détaché de l’armée des Alpes avec le 3e bataillon de la Drôme dont il a été nommé chef le 24 juin 1793 par le général Kellermann, il se distingue au siège de Lyon pendant les mois de septembre et octobre 1793. Après la reddition de la ville le 9 octobre 1793, il est chargé de poursuivre le reste de la colonne du royaliste Charrier qui s’est échappée de Lyon, et après l’avoir rejointe, il l’a ramène prisonnière au quartier-général de Lyon. 
Il est promu général de brigade le 23 décembre 1793, et il fait les campagnes des ans II et III avec l’armée des Pyrénées-Orientales. Le 17 novembre 1794, il part de Sarda avec un corps de 2 200 hommes d’élites, il enlève les postes de Notre-Dame del Fo, de Carbonirs, et de Saint-George, et après avoir pris quatre pièces de canon, il vient prendre position derrière l’aile gauche de l’armée Espagnol, tandis que le général Augereau mène l’attaque de front. À la suite de cette action, l’artillerie, les munitions et les magasins ainsi qu’un grand nombre de prisonniers tombent aux mains des français. Il se distingue encore le 17 novembre 1794 à la bataille de Figuières.
Passé à l’armée d’Italie en l’an IV, il cesse ses fonctions le 19 juin 1797. Le 25 juillet 1799, il est appelé au commandement d’une brigade à l’armée de Naples, et au milieu de l’an VIII, il est employé dans la 7e division militaire à Grenoble. Le 19 décembre 1800, il est nommé commandant de la place de Fenestrelles, et le 1er juin 1801, il se retire dans ses foyers pour cause de santé. Il est admis au traitement de non-activité le 23 septembre 1801. 
Le 3 octobre 1803, il prend le commandement de la place de Modène, et il est fait officier de la Légion d’honneur le 14 juin 1804. Pendant la campagne de l’an XIV en Italie, il commande la flottille armée du lac de Guarda, et il fait deux prises à l’ennemi. 
Il passe en 1807 à Palma-Nova, et il obtient sa retraite le 19 mai 1808. Il se retire à Grenoble et il est fait chevalier de l’ordre royal et militaire de Saint-Louis le 21 novembre 1814.
Il meurt le 17 décembre 1819 à Pariset.

## Sources
- (en) « Generals Who Served in the French Army during the Period 1789 - 1814: Eberle to Exelmans »
- Thierry Pouliquen, « Les généraux français et étrangers ayant servis [sic] dans la Grande Armée » (consulté le 12 août 2013)
- A. Lievyns, Jean Maurice Verdot, Pierre Bégat, Fastes de la Légion-d'honneur, biographie de tous les décorés accompagnée de l'histoire législative et réglementaire de l'ordre, volume 5, Bureau de l’administration, 1847, 655 p. (lire en ligne), p. 155.